# وینیسیوس آرائوخو
وینیسیوس آرائوخو (انگلیسی: Vinícius Araújo؛ زادهٔ ۲۲ فوریهٔ ۱۹۹۳) بازیکن فوتبال اهل برزیل است که در پست مهاجم برای باشگاه فوتبال ماچیدا زلویا بازی می‌کند.
وی همچنین در تیم‌های ملی فوتبال زیر ۲۰ سال برزیل و زیر ۲۳ سال برزیل بازی کرده‌است.